# Крис

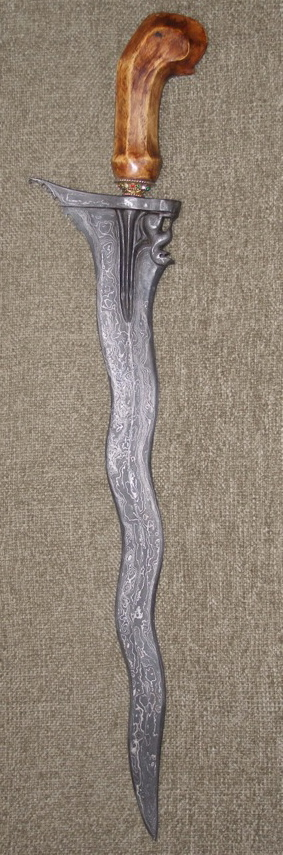
Балийский крис с волнистым клинком

Крис; также кери́с (индон. и малайск. keris; яв. ꦏꦼꦫꦶꦱ꧀ [keris], ꦮꦁꦏꦶꦔꦤ꧀ [wangkingan]; сунд. ᮊᮢᮤᮞ᮪ [keris]; буг. и макасар. ᨔᨙᨒᨙ [sele], балийск. ᬓᭂᬭᬶᬲ᭄ [keris]; кхмер. គ្រីស [kris], тайск. กริช [krit], таг. kalis) — национальный кинжал с характерной асимметричной формой клинка. Появился на острове Ява, распространён по всей Индонезии, на Филиппинах и в Малайзии. Этимология связана с древнеяванским словом нгерис (ꦔꦶꦫꦶꦱ꧀ [ngeris]), что означает «колоть; пронзать».

## Сталь
Клинок криса изготавливался из многослойной стали — «памор». Технология производства очень похожа на изготовление современной дамасской стали. Брусок, из которого кузнец выковывает клинок будущего кинжала, состоит из нескольких слоёв металла, которые отличаются друг от друга содержанием углерода и различных примесей (чаще всего — никеля). Неоднородная структура даёт особый узор, который проявлялся после протравливания клинка в растворе из мышьяка и сока лайма.
Мастерство кузнецов (эмпу) было настолько высоким, что они могли создавать клинки с произвольным узором. К примеру, были узоры, которые назывались «рисовые зёрна», «волокна кокоса», «перья петуха». Позже, когда Малайзия оказалась под влиянием мусульман, на клинках стали делать узоры, повторяющие изречения из Корана. Однако, с точки зрения магии, наиболее ценными считались клинки со «случайными» узорами, когда кузнец точно не знал, какой узор у него получится и целиком полагался на случай и «волю богов». Особую ценность клинок приобретал, если в процессе работы в узорах на клинке просматривался силуэт животного или звезды, но больше всего ценились клинки с силуэтом человека.

## Клинок
Характерная черта клинка криса — асимметричная пята, резко расширяющаяся возле рукояти. К пяте клинка крепится полоска металла — «ганджа». Она изготавливалась отдельно из того же куска металла, что и клинок на ранней стадии закалки, а затем насаживалась на хвостовик клинка и приваривалась настолько плотно, что очень часто кажется одним целым с клинком. В клинке делались два небольших углубления для большого и указательного пальца, а с одной стороны пяты делались небольшие шипы.
Клинок может быть прямым и изогнутым. Если клинок волнообразный, то число изгибов всегда делалось нечётным. Чаще всего встречаются клинки с 7 и 13 изгибами.

## Рукоять и ножны
Техника исполнения рукояти и ножен различается в различных регионах.
Рукоять чаще всего была деревянной, но встречаются и металлические рукояти. Как правило, рукоять имеет «пистолетную» форму, благодаря которой кинжал было очень удобно держать. В разных районах оформление рукояти делалось по-своему: в одних регионах это были простые в исполнении деревянные, украшенные резным растительным орнаментом либо продольными желобками, в других — рукоять делалась в виде фигурок животных, птиц, богов. У основания рукояти на хвостовик навинчивалась чашевидная гайка, украшенная либо геометрическим орнаментом, либо орнаментом в виде цветка лотоса, считавшегося священным.
Ножны изготавливались из дерева. Они состояли из двух частей — длинного канала ножен для основной части клинка и широкого чашеобразного устья для пяты клинка. Форма этой чаши также варьировалась в зависимости от района изготовления.
Иногда ножны покрывались пластинами из металла, но это, как правило, делалось в декоративных целях и пластина покрывала только внешние при ношении части ножен. Если порода дерева была особо ценной, с красивым рисунком, то в металле делались «окошки» для того, чтобы был виден рисунок. Пластина украшалась гравированным орнаментом.

Лавка по продаже крисов (Базар искусств. Куала-Лумпур)

Изготовитель и коллекционер крисов индонезийский художник Харди

## Мифология
Крис всегда считался очень мощным сакральным объектом. Его части — клинок, рукоять — имеют особую символику. В зависимости от того, какая фигурка была вырезана на рукояти, каким был узор на клинке, кинжал приносил богатство, удачу, охранял владельца от неприятностей. Символика, которую нёс в себе кинжал, должна была подходить владельцу, к его статусу, в противном случае кинжал приносил беды. Поэтому владелец выбирал кинжал очень тщательно, согласно традиции он должен был положить новый кинжал под подушку. Если после этого ему снились дурные сны, то кинжал нужно было менять. Между кинжалом и владельцем должна быть особая связь.
Известно, что кузнецы часто изготавливали крисы для убийства конкретного человека. Один из кузнецов, упоминаемый в яванском «Параратоне» («Книге царей»), Гандринг стал легендарным. У него Кен Ангрок, будущий основатель династии Сингасари и Маджапахита, заказал крис, дав на выполнение заказа пять месяцев. Поскольку крис не был полностью готов в оговорённый срок, Кен Ангрок, рассвирепев, убил им кузнеца. Последний, однако, успел проклясть Кен Ангрока и его род, предсказав, что он сам и его потомки погибнут от этого криса. Предсказание сбылось, и Кен Ангрок и шестеро его потомков погибли.
Крис старались не вынимать без повода из ножен и не указывать ни на кого обнажённым остриём. Во время исполнения ритуальных танцев с обнажёнными кинжалами, исполнители должны были коснуться остриём земли, чтобы снять негативное влияние. Также кинжал вешали у входа в дом — в качестве охранника. Существовали легенды, в которых крис летал, защищая дом и хозяина от непрошеных гостей.
Среди легендарных крисов — крис чондонг чампур, изготовленный из железа, полученного из различных районов Индонезии, при участии ста эмпу в XIV в. в период расцвета государства Маджапахит. Крис оказался могущественным, но «своенравным». В безлунные ночи он сам покидал ножны и летал в поисках жертвы. Правитель Маджапахита повелел собрать эмпу, которые изготовили крис, и уничтожить его. Когда эмпу поймали крис и поместили его в каменную ступу, чтобы разбить, он превратился в метеорит и вознёсся в небо. По легенде, этот метеорит будет возвращаться на Землю каждые четыреста лет, принося неисчислимые бедствия.

## Использование

Изваяние криса у входа в Национальный стадион Малайзии в Куала-Лумпуре

По строению клинка крис — колющее оружие. Благодаря форме рукояти и специальным углублениям в клинке крис становился продолжением указательного пальца.
Мужчины носили при себе один крис, женщины также могли носить их, но их кинжалы были меньшего размера. На войне мужчина мог носить три кинжала: свой собственный, родовой кинжал (от своей семьи) и кинжал семьи своего тестя. Если бой шёл на двух крисах, то второй использовался как оружие для парирования ударов.
Кинжалы очень часто ломались, однако технология сборки такова, что собрать новый из имеющихся частей было несложно. Часто в одном кинжале могли быть собраны детали, характерные для различных регионов.
Во многих регионах особая разновидность криса использовалась для казней. У этих кинжалов был длинный тонкий прямой клинок.

## Ранения
Раны от криса во многом напоминают таковые от фламберга. Рана от криса может быть в 1,5—2 раза шире по сравнению с обычным клинком кинжала того же размера. Волнообразное лезвие имеет лучшие режущие свойства по сравнению с обычным клинком, а также «эффект пилы».

## Крисология
Существует специальная наука — крисология (малайск. ilmu kekerisan), которая изучает генезис и эволюцию крисов, технологию изготовления, а также верования в их мистические свойства, их социальную роль и место в культуре. Среди известных специалистов-крисологов Бамбанг Харсринуксмо, Хамзури, Мубирман, Кусни, Харди из Индонезии; Комэя Ёсимити из Японии; Джеральд Гарднер, А. Х. Хилл, Э. Фрей из Англии; Б. Сольюм из Австралии; Д. Ф. Дрэгер из США; Шахрум бин Юб из Малайзии; В. Г. Резанов из России. В 2005 году крис объявлен ЮНЕСКО в качестве шедевра мирового наследия человечества.